# L'amore nascosto
L'amore nascosto (L'amour caché) è un film del 2007 diretto da Alessandro Capone, con Isabelle Huppert e Greta Scacchi

## Trama
Danielle è una donna ricoverata in una clinica privata dopo il terzo tentativo di suicidio. Con sua figlia Sophie non è mai riuscita a costruire un rapporto e per questo si è inflitta un silenzio inviolabile.